# Кросно
Кросно (пољ. Krosno) град је у Пољској у Војводству поткарпатском. По подацима из 2012. године број становника у месту је био 47 307.

## Становништво
| 2012.  |
| ------ |
| 47.307 |

## Партнерски градови
- Залаегерсег
- Шарошпатак
- Кошице
- Ужгород
- Едевехт
- Fjell
- Гвалдо Тадино
- Марл
- Ухерско Храдиште

## Економија
У Кросну је регистровано око 5.500 компанија које послују у различитим делатностима. Град је напредан индустријски центар, познат у Пољској по производњи стакла. Традиција индустрије стакла датира још од 1923. године, када је почела изградња прве стакларе у Кросну. Током Другог светског рата, челичана је опљачкана и спаљена, али је њена реконструкција брзо завршена. Данас стаклара послује као Кросно Гласс, основана након што ју је преузео Цоаст2Цоаст Цапитал Глобал Инвестмент Фунд 2016. Фабрика запошљава око 2.200 људи, што је највећи послодавац у региону.
Дуга традиција у производњи стакла и утицај стакларске индустрије на локалну економију учинили су Кросно познатим као „Град од стакла“.

## Референеце
1. ↑  GoWork.pl - Rynek pracy w Krośnie.